# Martkopi
Martkopi (en georgiano: მარტყოფი) es un pueblo de Georgia ubicado en el norte de la región de Baja Iberia y forma parte del municipio de Gardabani. La región de Martkopi jugó un papel importante durante el tercer milenio antes de Cristo. Se distingue por muchos kurganes funerarios ricos, que representan la etapa temprana de la cultura kurgán temprana de Transcaucasia central.

## Geografía
Martkopi se encuentra en el lado izquierdo de la cordillera de Ialno, en las gargantas de los ríos Alijevi y Tevali. El pueblo dista 55 kilómetros de Gardabani. 

## Historia
El territorio de Martkopi estuvo habitado desde el siglo I hasta el II. Hasta el siglo VI su nombre era Akriani. Se encontraron monedas preciosas de Partia (100 a. C.-200 d. C.) en el territorio del pueblo.
Se considera que el nombre "Martkopi" proviene de uno de los Trece Padres Asirios: Anton Martqopeli (martomkopeli en georgiano significa alguien que vive solo). Se estableció una catedral en el monasterio más antiguo en el siglo XIII, que desde el siglo XV se convirtió en un centro de Sadrosho (unidad administrativa en la Georgia feudal utilizada principalmente para la movilización del ejército). En 1625 en Martkopi se produjo un enfrentamiento militar entre Georgia e Irán. Además, Martkopi también sirvió como centro cultural. Los nombres de los famosos poetas y escritores georgianos Nikolos Cherkesishvili (siglo XVII-XVIII), Ioan Jobulashvili (siglo XVIII), Stefane Djorjadze (siglo XVIII) y otros están asociados con el pueblo.
En 1725, el monasterio y todas las iglesias fueron destruidos por los lezguinos.

## Demografía
Según los datos del censo de 2014, los georgianos son el 98,4% de la población, los armenios el 0,5%, rusos el 0,3% y azeríes, el 0,2%.

## Infraestructura

### Arquitectura, monumentos y lugares de interés
En Martkopi aún se conservan las ruinas de la cúpula de la iglesia que construida en 1810 por el obispo de Rustavi, Stefane II. Aquí también se pueden encontrar otros castillos familiares del siglo XVIII. Cerca del pueblo se encuentra el complejo del monasterio de Ghvtaeba que data de los siglo V y VI.

## Cultura

### Arqueología
Cerca de la aldea en el valle de Ulevari, los arqueólogos descubrieron tumbas de la Edad de Bronce. Se han descubierto varios kurganes funerarios ricos en la zona, que representan la etapa temprana de la cultura Kurgán de Transcaucasia central. La cultura de Martkopi puede datarse antes del 2550 de la era común. Al grupo más antiguo pertenecen los kurganes o túmulos de los valles de Martkopi/Ulevari y Samgori (al este de Tiflis), y los más antiguos de la cultura de Trialeti. Los kurganes posteriores son del tipo Bedeni. Están representados por los kurganes de la meseta de Bedeni (cerca de Trialeti), y también los del valle de Alazani (en Kajetia, parte oriental del este de Georgia).
Esta etapa de la Edad del Bronce Antiguo parece representar la etapa final de la cultura Kurá-Araxes. Según dataciones recientes, la transición al período Kurgán temprano fue a mediados del tercer milenio, algo entre el siglo 27 y el 24 a. C.
Parece haber una nueva abundancia de metales en este período. Los cobres de arsénico dominaban el registro, mientras que los bronces de cobre y estaño estaban representados en un grado bastante limitado. El lanzamiento de la producción de bronce de estaño en el sur del Cáucaso está asociado con la aparición de los llamados primeros kurganes, mientras que los artefactos de la cultura Kurá-Araxes (primera transcaucásica) se fabricaban exclusivamente con una aleación de cobre y arsénico.

## Personas ilustres
- Amiran Totikashvili (1969): yudoca soviético georgiano que fue bronze en los JJOO Seúl 1988.

## Galería

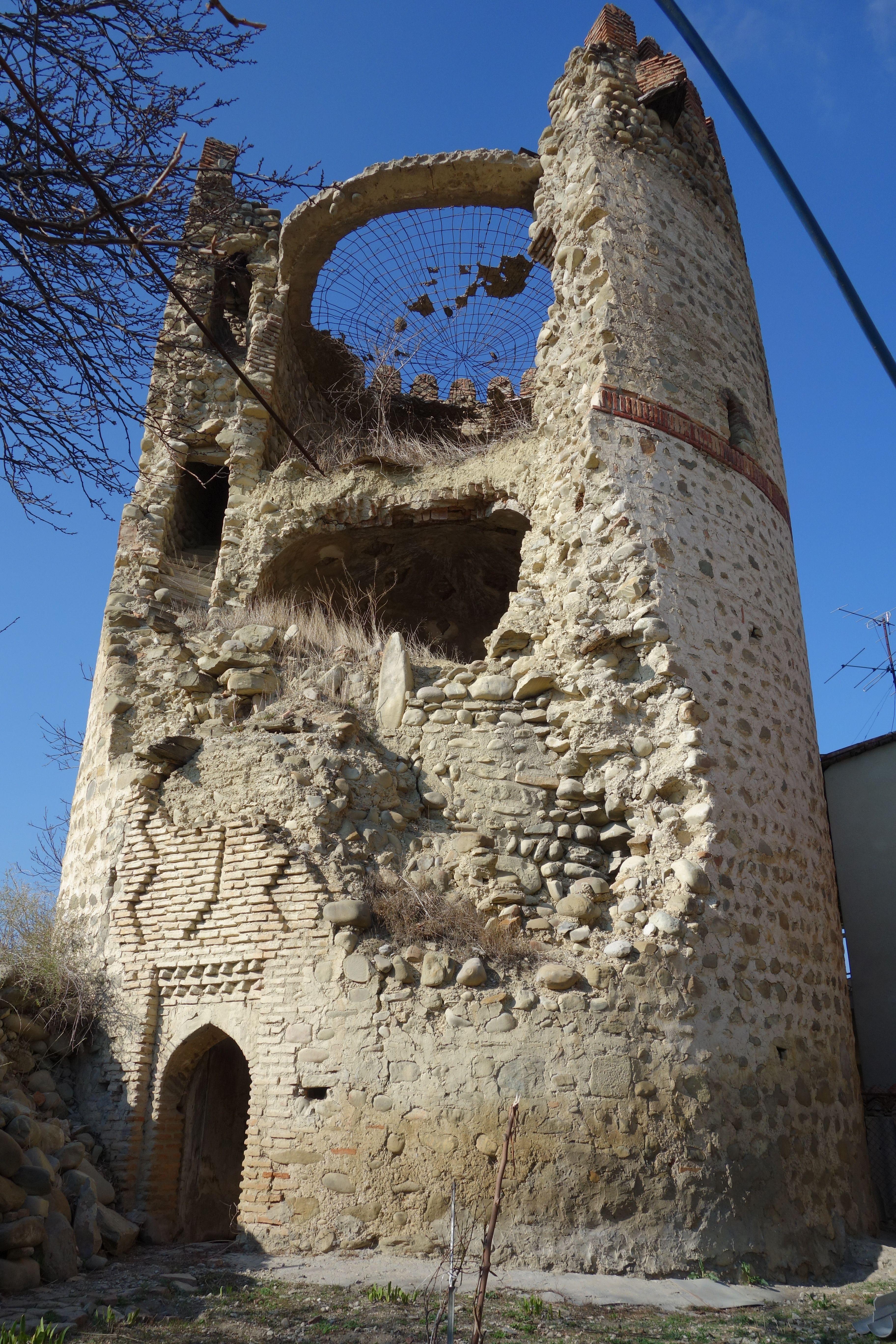
Torre Tushmalishvili
Monasterio de Martkopi